# Boris Krajný
Boris Krajný (* 28. listopadu 1945 Kroměříž) je český pianista a pedagog.

## Životopis
Narodil se v Kroměříži a zde též studoval na konzervatoři P.J. Vejvanovského. Jeho otec byl lékař, který se původně jmenoval Kreuziger. Na AMU absolvoval u prof. Františka Maxiána. Aspiranturu absolvoval u prof. Ivana Moravce. V roce 1975 získal čestné uznání v soutěži královny Alžběty v Bruselu a rok nato zvítězil v soutěži v italské Senegálii. Je držitelem Grand Prix du Disque 1982 za nahrávku francouzských klavírních koncertů. Od roku 1992 učí na pražské Akademii múzických umění.
Boris Krajný patří mezi naše přední klavíristy. Působil jako sólista Pražského komorního orchestru a České filharmonie. Vystoupil na koncertech v rámci festivalů v Besanconu, Aténách, Baalbeku, Bergenu, Lublani a Harrogate. Dále koncertoval v Carnegie Hall, v Kennedy Center a National Gallery ve Washingtonu, v londýnské Wigmore Hall, v Čajkovského sále v Moskvě, v Berlíně, Mnichově, Salcburku, Paříži, Salcburku, Bruselu, Sydney, Melbourne, Buenos Aires, Havaně, Egyptě, Mexiku, ve Vídni a.t.d.
Hrál pod taktovkou významných dirigentů jako Václav Neumann, Zdeněk Košler, Václav Smetáček, Jiří Bělohlávek, Zdeněk Mácal, Libor Pešek, Vladimír Válek, Petr Altrichter, Ali Rahbari, Michel Tabachnik, Kazimierz Kord, Marek Pijarowski, M. Tracz, J. Winkler, Douglas Bostock a dalších.
Na festivalu Pražské jaro premiéroval v roce 1990 2. symfonii Leonarda Bernsteina (The Age of Anxiety), v sezóně 1999–2000 přednesl 4. klavírní koncert B. Martinů (Inkantace) v New Yorku a v Kuala Lumpuru, na festivalu ve francouzském Rouenu provedl kompletní klavírní a komorní dílo L. Janáčka. Krajný často vystupoval se saxofonistou Felixem Slováčkem.
Boris Krajný je autorem mnoha nahrávek na gramofonové desky. Pořídil snímky skladeb J.S. Bacha (Chorální předehry, Ciaccona). Nahrál klavírní koncert č. 3 Bély Bartóka, Beethovenovy skladby (Andante favori, sonáta C dur, op. 53), skladby Fryderyka Chopina (Fantazie f moll, op. 49), Alberta Roussela (Koncert pro klavír), Arthura Honeggera (Concertino), Francise Poulenca (Aubade). Dále nahrál kompletní klavírní dílo Maurice Ravela a skladby Antonína Dvořáka (Klavírní kvintet), Erwina Schulhoffa, Césara Francka, Claude Debussyho, Sergeje Prokofjeva a díla řady dalších významných skladatelských osobností.
Krajný dokáže maximálně využít vynikající zvukové a technické možnosti nástroje. Jeho hra na klavír má kultivovaný jemný zvuk, který vyniká zejména v interpretaci impresionistického a romantického repertoáru.

## Diskografie
| Bartók      | Concerto No. 3                                                                        | Panton         |
| Prokofiev   | Concerto No. 3 in C major, Op. 26 (Czech Philharmonic, cond. Jiří Bělohlávek)         | Supraphon      |
| Ravel       | Concerto in G major                                                                   |                |
| Ravel       | Concerto in D major for Piano Left Hand (Prague Symphony, cond. Jiří Bělohlávek)      | Supraphon      |
| Poulenc     | Aubade (Prague Chamber Orchestra)                                                     | Supraphon      |
| Ravel       | Complete Solo Piano Works                                                             | Supraphon      |
| Roussel     | Piano Concerto, Op. 36                                                                | Supraphon      |
| Honnegger   | Concertino for Piano and Orchestra                                                    | Supraphon      |
| Beethoven   | Sonata No. 21 in C major, Op. 53 („Waldstein“)                                        | Pavane         |
| Beethoven   | Andante Favori in F major, WoO. 57                                                    | Pavane         |
| Chopin      | Fantasia in f minor, Op. 49                                                           | Pavane         |
|             | Etude No. 23 in a minor, Op. 25, No. 11                                               | Pavane         |
| Voříšek     | Variations de Bravoure, Op. 14                                                        |                |
| Voříšek     | Introduction et Rondeau Brillant, Op. 22 (Prague Chamber Orchestra, cond. Ivan Pařík) |                |
| Bach/Busoni | Chorale Preludes/Chaconne in d Minor                                                  |                |
| Martinů     | Butterflies and Birds of Paradise                                                     |                |
| Schulhoff   | Jazz Studies                                                                          |                |
| Martinů     | Chamber Music                                                                         | Harmonia Mundi |
| Dvořák      | Concerto G major Op. 33                                                               |                |
| Chopin      | Concerto F major No. 2                                                                |                |
| Dvořák      | Piano Quintet                                                                         |                |
| Franck      | Piano Quintet                                                                         |                |
| Novák       | Piano Quintet                                                                         |                |
| Martinů     | Piano recital                                                                         |                |
| Debussy     | Piano recital                                                                         |                |
| Ravel       | Piano recital                                                                         |                |
| Schulhoff   | Piano recital                                                                         |                |

### I. Lexika
- MEH 1983.
- Čeští koncertní umělci – instrumentalisté (Český hudební fond a Svaz českých skladatelů a koncertních umělců, Praha 1983).
- Kdo je kdo v České republice na přelomu 20. století (Praha 1998).
- Hübners Blaues Who is Who (Zug 2002).
- Kdo je kdo, osobnosti české současnosti (Praha 2002 a 2005).

### II. Ostatní
- Kříž, Jaromír: Boris Krajný (Hudební rozhledy 31, 1978, č. 12, s. 551).
- Vít, Petr: Pražští symfonikové s Peškem a Krajným (Hudební rozhledy 34, 1981, č. 7, s. 293).
- Kříž, Jaromír: Recital Borise Krajného (Hudební rozhledy 36, 1983, č. 4, s. 152–153).
- Vít, Petr: PKO se Stivínem a Krajným (Hudební rozhledy 35, 1982, č. 6, s. 274).
- Slavíková, Jitka: FOK s Borisem Krajným (Hudební rozhledy 36, 1983, č. 6, s. 299).
- Roubíček, Vít: Krajný se našel (teprve) v Ravelovi. (Hudební rozhledy 47, 1994, č. 12, s. 16–17).
- Zapletal, Petar: Boris Krajný v Zrcadlové síni (Hudební rozhledy 50, 1997, č. 9, s. 13).
- MRVA, Jiří. Zlatá stopa. 3. dopl. a rozš. vyd. Kroměříž: POSPA, 2000. 395 s. ISBN 8023866184.

### III. Citace
- The performance of Ravel’s G Major Concerto was the finest I ve heart anywhere. (New York Daily News, N, Y. March 30. 1977 Bill Zakariasen).
- His technique was virtually faultless, while his big-boned interpretation had a near-miraculous balance of control and abandon. New York Daily News, Dec. 12 1979 Bill Zakariasen
- A formidable technician with an outgoing musical personality and style reminiscent of Glen Gould’s. (Toronto Star, Sept. 27. 1999 Allan Jones
- Japan Times Music Notes Yomuri 5. 11,1982 Jeho přesnost, kvalita tónu, kontrola tempa, dynamiky, akcentace a promyšlené frázování naplnily zcela Mozartovy intence.
- Milwaukee Sentinel Nov. 26. 1994 Elaine Schmidt: BK delivered Mozart's Piano Concerto with clarity, directness and simplicity.
- The Milwaukee Journal Nov. 26. 1994 James Auer: was interpreted with near-micrometer precision.
- Süddeutsche Zeitung 28. Januar 1981 Baldur Bockhoff: er hat eine phantastische Lauftechnik, sein Ton ist selbst immer präsent.